# Юссі Йокінен
Юссі Йокінен (фін. Jussi Jokinen; 1 квітня 1983, м. Калайокі, Фінляндія) — фінський хокеїст, лівий/центральний нападник.
Вихованець хокейної школи «Кярпят» (Оулу). Виступав за «Кярпят» (Оулу), «Даллас Старс», «Тампа-Бей Лайтнінг», «Кароліна Гаррікейнс», «Піттсбург Пінгвінс» і тд.
В чемпіонатах НХЛ — 741 матч (157+301), у турнірах Кубка Стенлі — 48 матчів (16+12). В чемпіонатах Фінляндії — 216 матчів (62+76), у плей-оф — 46 матчів (9+9).
У складі національної збірної Фінляндії учасник зимових Олімпійських ігор 2006 і 2014 (14 матчів, 3+6), учасник чемпіонатів світу 2005, 2006, 2008, 2010, 2012 і 2015 (50 матчів, 13+23). У складі молодіжної збірної Фінляндії учасник чемпіонатів світу 2002 і 2003. У складі юніорської збірної Фінляндії учасник чемпіонату світу 2001.
Брат: Юхо Йокінен.
Досягнення
- Срібний призер зимових Олімпійських ігор (2006), бронзовий призер (2014)
- Бронзовий призер чемпіонату світу (2006, 2008)
- Чемпіон Фінляндії (2004, 2005), срібний призер (2003)
- Бронзовий призер молодіжного чемпіонату світу (2002, 2003)
- Бронзовий призер юніорського чемпіонату світу (2001).